# Problema del aeropuerto
En matemáticas y en especial en teoría de juegos , el problema del aeropuerto es un tipo de juego de división justa en el que se decide cómo distribuir el costo de un aeropuerto de la pista entre los diferentes actores que necesitan pistas de diferentes longitudes. El problema fue introducido por Stephen Littlechild y G. Owen en 1973. Su propuesta de solución es:
1. Divida el costo de proporcionar el nivel mínimo de servicio requerido para el tipo más pequeño de aviones en partes iguales entre el número de aterrizajes de las aeronaves
2. Divida el costo adicional de proporcionar un nivel mínimo de servicio requerido para el segundo tipo más pequeño de aviones (por encima del costo del tipo más pequeño) en partes iguales entre el número de desembarques de todos, pero sin el tipo más pequeño de los aviones. Continúe así hasta que finalmente el costo incremental de la mayor clase de aeronave se divide en partes iguales entre el número de aterrizajes efectuados por el tipo de aeronave más grande.

Los autores señalan que el conjunto resultante de las tasas de aterrizaje es el valor de Shapley para un juego definido adecuadamente.

## Ejemplo
Un aeropuerto necesita para construir una pista de aterrizaje para los 4 tipos de aviones diferentes. El costo de construcción asociados a cada aeronave es de 8, 11, 13, 18 de los aviones A, B, C, D. Nos vendría con la siguiente tabla de costos con base en el valor de Shapley: 
| Aviones        | Agregar A | Agregar B | Agregar C | Agregar D | Valor de Shapley |
| -------------- | --------- | --------- | --------- | --------- | ---------------- |
| Costo Marginal | 8         | 3         | 2         | 5         |                  |
| Costo a A      | 2         |           |           |           | 2                |
| Costo a B      | 2         | 1         |           |           | 3                |
| Costo a C      | 2         | 1         | 1         |           | 4                |
| Costo a D      | 2         | 1         | 1         | 5         | 9                |
| Total          |           |           |           |           | 18               |